# Leroy Haley
Leroy Haley (* 27. Dezember 1954 in Garland, Arkansas, USA; † 1. November 2018) war ein US-amerikanischer Boxer im Halbweltergewicht. Er war von Juni 1982 bis Mai 1983 WBC-Weltmeister.

## Leben und Karriere
Leroy Haley wurde als viertes Kind von Leroy Haley Sr. und Bobbie Wallace-Haley geboren. Er wuchs in Arkansas auf und zog später mit seiner Familie nach Las Vegas, Nevada. Dort absolvierte er 1971 die Rancho High School.
Haley begann seine Profikarriere im Jahr 1973. Seinen größten sportlichen Erfolg feierte er 1982, als er durch einen geteilten Punktsieg gegen Saoul Mamby den Weltmeistertitel des World Boxing Council (WBC) im Halbweltergewicht errang. Er verteidigte den Titel zweimal, bevor er ihn 1983 an Bruce Curry verlor. Im Rückkampf unterlag Haley erneut Curry. Nach einer weiteren Niederlage gegen Billy Costello im Jahr 1985 beendete er seine Profikarriere.
Insgesamt bestritt Haley 57 Profikämpfe, von denen er 48 gewann (davon 15 durch K. o.), 6 verlor und 2 unentschieden boxte; ein Kampf endete ohne Wertung.
Nach seinem Karriereende lebte Haley in den USA. Er hinterließ bei seinem Tod 2018 unter anderem seine Ehefrau Angelia Haley, seine Mutter Bobbie Haley und drei Töchter.